# Splügen
Splügen (en italiano Spluga, en romanche Spleia) era una comuna suiza del cantón de los Grisones, situada en la región de Viamala. Limitaba al norte con la comuna de Safien, al este con Sufers, al sur con Madesimo (ITA- SO), al suroeste con Mesocco, y al oeste con Nufenen. En la actualidad forma parte de la comuna de Rheinwald.